# Tömmelsdorf
Tömmelsdorf è un comune di 122 abitanti della Turingia, in Germania.
Appartiene al circondario della Saale-Orla (targa SOK) ed è parte della comunità amministrativa (Verwaltungsgemeinschaft) di Triptis.